# Marta Vergonyós Cabratosa
Marta Vergonyós Cabratosa (Esclanyà, Baix Empordà, 6 de desembre de 1975) és una artista visual, cineasta i activista feminista, implicada en moviments i col·lectius de dones. Va ser una de les impulsores del Centre de Cultura de Dones Francesca Bonnemaison de Barcelona del qual és actualment la directora.
Llicenciada en Belles Arts per la Universitat de Barcelona, ha cursat estudis de Cine Documental a l'Escuela Internacional de Cine y TV a San Antonio de los Baños (Cuba).Compagina treballs com a artista visual amb la realització audiovisual i la dinamització cultural.
El 2009 va guanyar la Beca de Primavera que convoca l'Ajuntament de l'Escala per al desenvolupament d'un treball artístic. Aquesta beca li va permetre fer una estada de tres mesos a la Casa Forestal de Sant Martí d'Empúries on va dur a terme el seu projecte Blueism.
Va ser una de les directores que van participar en l'obra col·lectiva Ferida arrel: Maria-Mercè Marçal en torn la figura de la poeta catalana Maria Mercè Marçal, presentada el 2012 a la Mostra Internacional de Films de Dones de Barcelona. El 2013 va realitzar el Videoclip promocional per al primer disc en solitari de Marinah, veu d'Ojos de Brujo.
El 2015 va presentar el documental ‘Empieza en ti’, realitzat al llarg de 10 anys amb un grup de dones que havien viscut situacions de violència masclista, enfocat en el procés de recuperació a través de l'art. El documental, un projecte col·laboratiu realitzat per les mateixes protagonistes, quatre dones de diferents edats, que descobreixen com les performances, la poesia, la pintura i el collage els permeten superar un passat marcat per la violència masclista.
Participa habitualment en l'organització de la Mostra Internacional de Films de Dones de Barcelona.